# 시로히가시촌
시로히가시촌(일본어: 城東村)은 일본 교토부 요사군에 있던 촌이다. 현재의 미야즈시에 해당한다.

## 역사
- 1889년 4월 1일 - 정촌제 시행에 의해 7촌 2정의 구역을 가지고 성립하였다.
- 1924년 9월 1일 - 미야즈정에 편입, 동일 시로히가시촌은 폐지되었다.

## 참고문헌
- 角川日本地名大辞典 26 京都府